# Marcel Callo

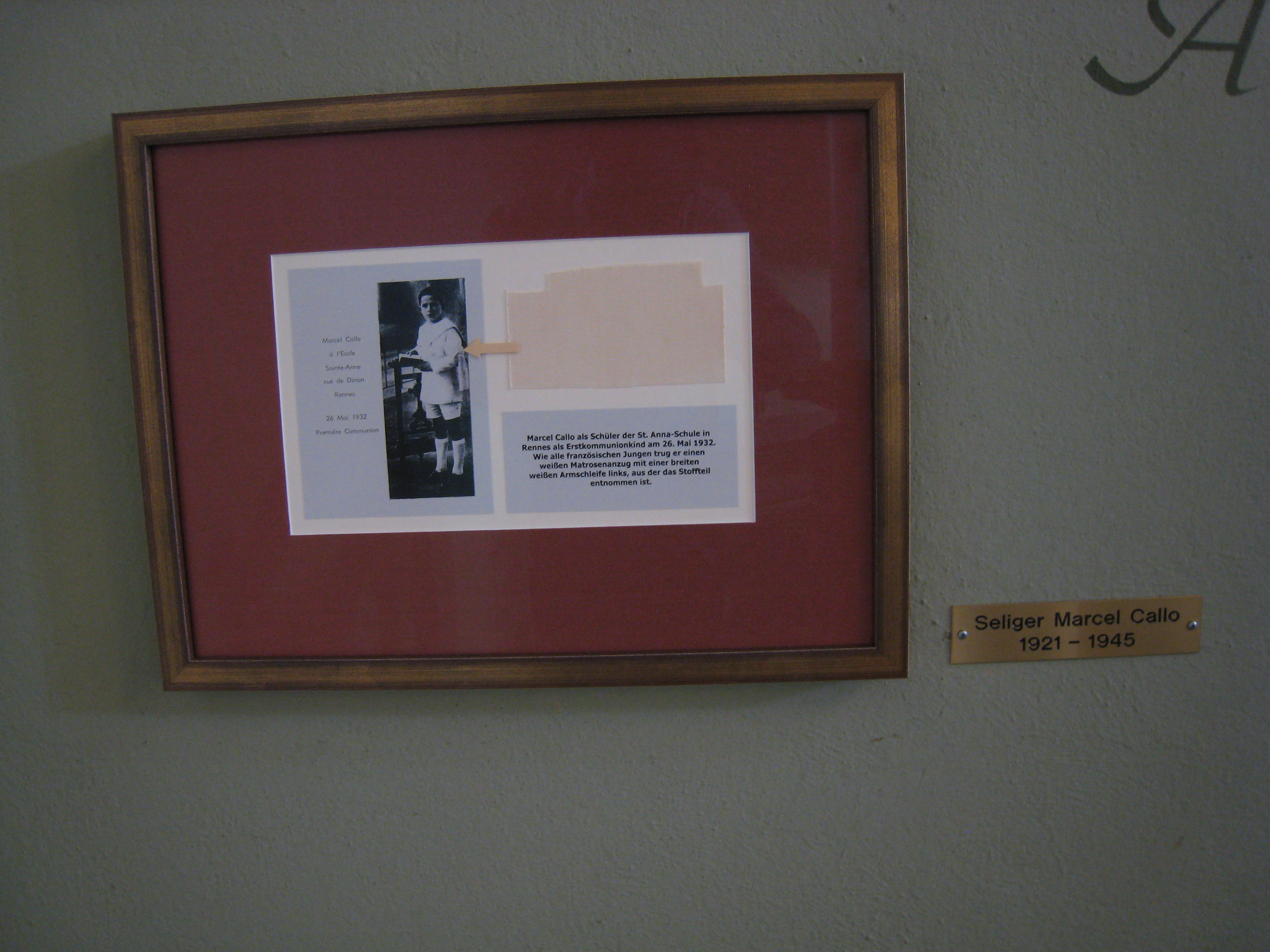
Herinnering aan Marcel Callo in Arnstadt

Marcel Callo (6 december 1921, Rennes - 19 maart 1945, Concentratiekamp Mauthausen) was een katholieke jeugdwerker en tegenstander van het nationaalsocialisme. 
Hij werd in 1944 afgevoerd naar Duitsland en werd vermoord in het concentratiekamp van Mauthausen. Callo werd in 1987 zalig verklaard. Zijn naamdag is 19 maart. Hij wordt geëerd in de kathedraal van Rennes.